# كولياكان
كولياكان هي مدينة، تتبع Culiacán Municipality ‏، هي عاصمة Culiacán Municipality ‏، بلغ عدد سكانها 858٬638 نسمة، في 2010، تبلغ مساحتها 4٬758٫9 كيلومتر مربع، رمزها البريدي هو 80000–80299.

## المناخ
يظهر الجدول التالي التغييرات المناخية على مدار السنة لكولياكان:
| البيانات المناخية لـكولياكان                                    | البيانات المناخية لـكولياكان | البيانات المناخية لـكولياكان | البيانات المناخية لـكولياكان | البيانات المناخية لـكولياكان | البيانات المناخية لـكولياكان | البيانات المناخية لـكولياكان | البيانات المناخية لـكولياكان | البيانات المناخية لـكولياكان | البيانات المناخية لـكولياكان | البيانات المناخية لـكولياكان | البيانات المناخية لـكولياكان | البيانات المناخية لـكولياكان | البيانات المناخية لـكولياكان |
| الشهر                                                           | يناير                        | فبراير                       | مارس                         | أبريل                        | مايو                         | يونيو                        | يوليو                        | أغسطس                        | سبتمبر                       | أكتوبر                       | نوفمبر                       | ديسمبر                       | المعدل السنوي                |
| --------------------------------------------------------------- | ---------------------------- | ---------------------------- | ---------------------------- | ---------------------------- | ---------------------------- | ---------------------------- | ---------------------------- | ---------------------------- | ---------------------------- | ---------------------------- | ---------------------------- | ---------------------------- | ---------------------------- |
| الدرجة القصوى °م (°ف)                                           | 41.0 (105.8)                 | 42.0 (107.6)                 | 39.0 (102.2)                 | 41.5 (106.7)                 | 41.5 (106.7)                 | 45.5 (113.9)                 | 42.5 (108.5)                 | 46.0 (114.8)                 | 41.5 (106.7)                 | 41.5 (106.7)                 | 42.5 (108.5)                 | 37.0 (98.6)                  | 46.0 (114.8)                 |
| متوسط درجة الحرارة الكبرى °م (°ف)                               | 27.8 (82.0)                  | 28.9 (84.0)                  | 30.5 (86.9)                  | 32.8 (91.0)                  | 34.9 (94.8)                  | 35.9 (96.6)                  | 35.5 (95.9)                  | 34.8 (94.6)                  | 34.4 (93.9)                  | 34.2 (93.6)                  | 31.5 (88.7)                  | 28.2 (82.8)                  | 32.5 (90.5)                  |
| المتوسط اليومي °م (°ف)                                          | 19.4 (66.9)                  | 20.1 (68.2)                  | 21.3 (70.3)                  | 23.6 (74.5)                  | 26.4 (79.5)                  | 29.5 (85.1)                  | 29.8 (85.6)                  | 29.3 (84.7)                  | 29.0 (84.2)                  | 27.5 (81.5)                  | 23.5 (74.3)                  | 20.2 (68.4)                  | 25.0 (77.0)                  |
| متوسط درجة الحرارة الصغرى °م (°ف)                               | 10.9 (51.6)                  | 11.3 (52.3)                  | 12.1 (53.8)                  | 14.5 (58.1)                  | 18.0 (64.4)                  | 23.2 (73.8)                  | 24.1 (75.4)                  | 23.8 (74.8)                  | 23.6 (74.5)                  | 20.7 (69.3)                  | 15.6 (60.1)                  | 12.2 (54.0)                  | 17.5 (63.5)                  |
| أدنى درجة حرارة °م (°ف)                                         | 2.0 (35.6)                   | 2.0 (35.6)                   | 3.0 (37.4)                   | 3.0 (37.4)                   | 9.0 (48.2)                   | 12.0 (53.6)                  | 13.0 (55.4)                  | 16.0 (60.8)                  | 17.0 (62.6)                  | 11.0 (51.8)                  | 5.0 (41.0)                   | 3.0 (37.4)                   | 2.0 (35.6)                   |
| معدل هطول الأمطار مم (إنش)                                      | 18.4 (0.72)                  | 11.7 (0.46)                  | 2.8 (0.11)                   | 2.4 (0.09)                   | 1.1 (0.04)                   | 19.7 (0.78)                  | 162.8 (6.41)                 | 209.2 (8.24)                 | 141.6 (5.57)                 | 50.0 (1.97)                  | 21.3 (0.84)                  | 26.3 (1.04)                  | 667.3 (26.27)                |
| متوسط الأيام الممطرة (≥ 0.1 mm)                                 | 2.2                          | 1.4                          | 0.6                          | 0.4                          | 0.2                          | 2.4                          | 13.8                         | 14.8                         | 10.8                         | 2.9                          | 1.6                          | 2.2                          | 53.3                         |
| متوسط الرطوبة النسبية (%)                                       | 72                           | 70                           | 67                           | 65                           | 64                           | 67                           | 72                           | 75                           | 75                           | 72                           | 71                           | 72                           | 70                           |
| ساعات سطوع الشمس الشهرية                                        | 189.1                        | 186.5                        | 229.4                        | 213.0                        | 248.0                        | 222.0                        | 192.2                        | 198.4                        | 195.0                        | 229.4                        | 213.0                        | 182.9                        | 2٬498٫9                      |
| ساعات سطوع الشمس اليومية                                        | 6.1                          | 6.6                          | 7.4                          | 7.1                          | 8.0                          | 7.4                          | 6.2                          | 6.4                          | 6.5                          | 7.4                          | 7.1                          | 5.9                          | 6.8                          |
| المصدر #1: Servicio Meteorológico Nacional (humidity 1981–2000) |                              |                              |                              |                              |                              |                              |                              |                              |                              |                              |                              |                              |                              |
| المصدر #2: الأرصاد الجوية الألمانية (sun, 1941–1970)            |                              |                              |                              |                              |                              |                              |                              |                              |                              |                              |                              |                              |                              |

## مدن توأم
المدن التوأم:
- توريون[9]
- غوادالاخارا[10]
- زونغشان.

## أعلام
- خوليو سيزار تشافيز
- خافيير فالديز كارديناس
- خاريد بورغيتي
- هيكتور مورينو
- مانويل توريس فيليكس